# Vụ ám sát Orhan Gündüz
Vụ ám sát Orhan Gündüz- nhà ngoại giao và doanh nhân người Thổ Nhĩ Kỳ- xảy ra vào ngày 4 tháng 5 năm 1982, tại Somerville, Massachusetts.
Một tay súng người Armenia đã tấn công và giết chết Lãnh sự danh dự Thổ Nhĩ Kỳ Orhan Gündüz  trong khi ông đang đợi trong ô tô của mình trong giờ cao điểm gần Union Square (Somerville). Tay súng đã tẩu thoát. Justice Commandos of the Armenian Genocide (JCAG) đã chịu trách nhiệm về vụ việc này.
Vụ ám sát xảy ra sáu tuần sau khi ông Gunduz bị thương trong một vụ đánh bom tại Quảng trường Trung tâm, cửa hàng quà tặng của Cambridge, Topkapi Imports, vào ngày 22 tháng 3. Trước đó, JCAG đe dọa Gunduz rằng ông buộc phải từ chức lãnh sự danh dự hoặc bị xử tử. Nhân viên bán hàng tại Topkapi Imports nhận xét rằng cả cửa hàng và ông Gunduz đều không được cảnh sát bảo vệ mặc dù thực tế cửa hàng đã từng là địa điểm xảy ra vụ đánh bom trước đó. Tuy nhiên, luôn có sự hiện diện của cảnh sát đáng kể trong khu vực cửa hàng vì nó nằm trên cùng một con phố với trụ sở Cảnh sát Cambridge và cách đó khoảng 50 mét.
Để giải quyết vụ sát hại Orhan Gunduz, báo chí và truyền hình địa phương đã sử dụng một bản vẽ tổng hợp dựa trên thông tin do một nhân chứng cung cấp để bắt giữ sát thủ. Khi nhân chứng sau đó bị bắn chết, mọi nỗ lực của cộng đồng để giúp bắt giữ kẻ sát thủ đã dừng lại. Sở cảnh sát Somerville và FBI không bao giờ bắt được tên sát thủ đó.